# Chaetoprocta
Chaetoprocta là một chi bướm ngày thuộc họ Lycaenidae.